# Лендер, Владимир Францевич
Владимир Францевич Ле́ндер (1910—1981) — советский конструктор артиллерийского вооружения. Автор многих публикаций и изобретений. Лауреат Сталинской премии второй степени.

## Биография
Родился 20 сентября 1910 года в Санкт-Петербурге.
Образование — неоконченное высшее.
С 1930 года работал в Ленинграде на конструкторских должностях: в СКБ завода «Красный путиловец», КБ артиллерии им. Ф. Э. Дзержинского, ОКБ-43, на завод № 7 им. М. В. Фрунзе.
Участник Великой Отечественной войны (1941—1943).
После ранения и демобилизации работал в ЦАКБ (Подлипки, Московская область):
- с 1948 года — главный конструктор,
- с 1958 года — главный инженер завода № 7 имени М. В. Фрунзе.

С 1956 года работал в ОКБ-43, а в 1962 — 1975 годах — в ЦКБ-34, КБСМ (главный конструктор направления).
Умер 18 сентября 1981 года. Похоронен на Новом кладбище Гатчины.
Отец — Лендер, Франц Францевич — конструктор в области артиллерии.

## Разработки
Под руководством В. Ф. Лендера и при его личном участии разработаны и приняты в эксплуатацию ряд образцов нарезной артиллерии, пусковые установки — КЛ302 для ВМФ, ПУ для ракет «Темп-20», «Гном», 8К96 и другие, система амортизации для ПУ 15464.
Автор сложнейших технических решений при разработке и изготовлении оборудования для тепловакуумных камер ВК-600/300 и ТВУ 10000 для наземной отработки и испытаний космических аппаратов в условиях, приближенных к космическим.

## Награды и премии
- Сталинская премия второй степени (1948) — за создание новых образцов артиллерийского вооружения
- 2 ордена Трудового Красного Знамени